# Doratoxylon alatum
Doratoxylon alatum là một loài thực vật có hoa trong họ Bồ hòn. Loài này được (Radlk.) Capuron mô tả khoa học đầu tiên năm 1969.